# Calentador solar

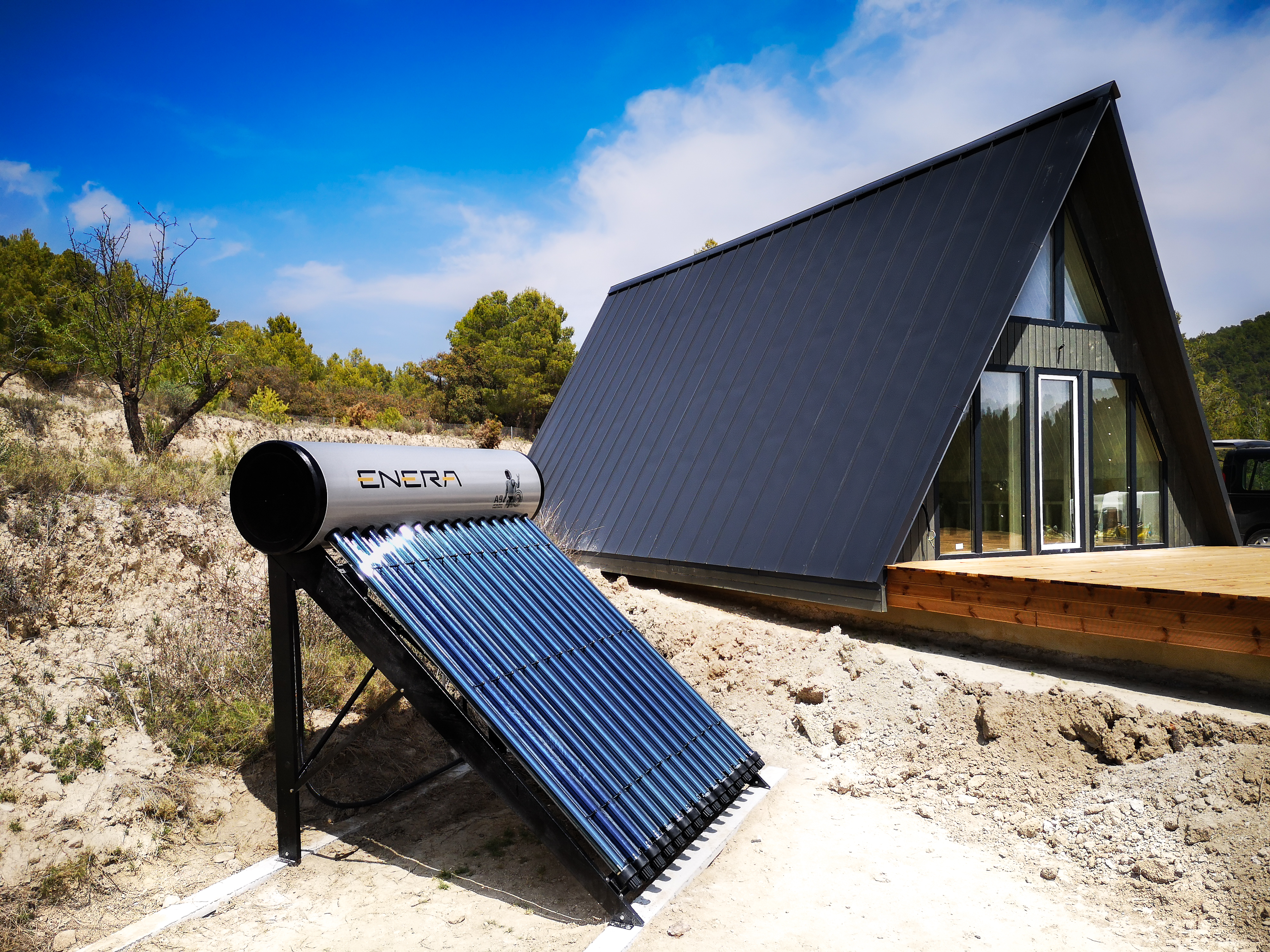
Calentador solar de tubos de vacío. Una tecnología más popular en España en 2019

Un calentador solar es un dispositivo que utiliza la energía solar que llega a la superficie terrestre en forma de radiación, para calentar agua, a veces por medio de otra sustancia, como aceite, salmuera, glicol o incluso aire. Su uso más común es para calentar agua para uso en servicios sanitarios (duchas, lavado de ropa o trastes etc.) o piscinas, tanto en viviendas como en hoteles o en otras industrias. 
Un calentador solar puede disminuir el consumo energético utilizado para calentar agua. Tal disminución puede llegar a ser de hasta 50%-75 % o incluso 100 % si se sustituye completamente, eliminando el consumo de gas o electricidad en ciertas épocas del año. Países en vías de desarrollo que cuentan con climas muy propicios para el aprovechamiento de estos sistemas, su uso no está extendido debido al costo inicial del equipo y de la instalación. En varios países desarrollados las normativas estatales obligan a utilizar estos sistemas en viviendas de nueva construcción.
La eficiencia de los calentadores es suficiente pero no es excesiva, pero como la energía es gratuita (y no contaminante) su uso casi siempre es absolutamente rentable. 
Una de las principales razones por las que el termo solar con tubos de vacío tiene mayor peso que cualquier otra forma de energía es que cuando se trata de calentar el agua es la eficiencia que nos brindan. La eficiencia aquí significa que los tubos de vacío solares convierten casi un 80% de radiación en energía térmica.

## Tipos

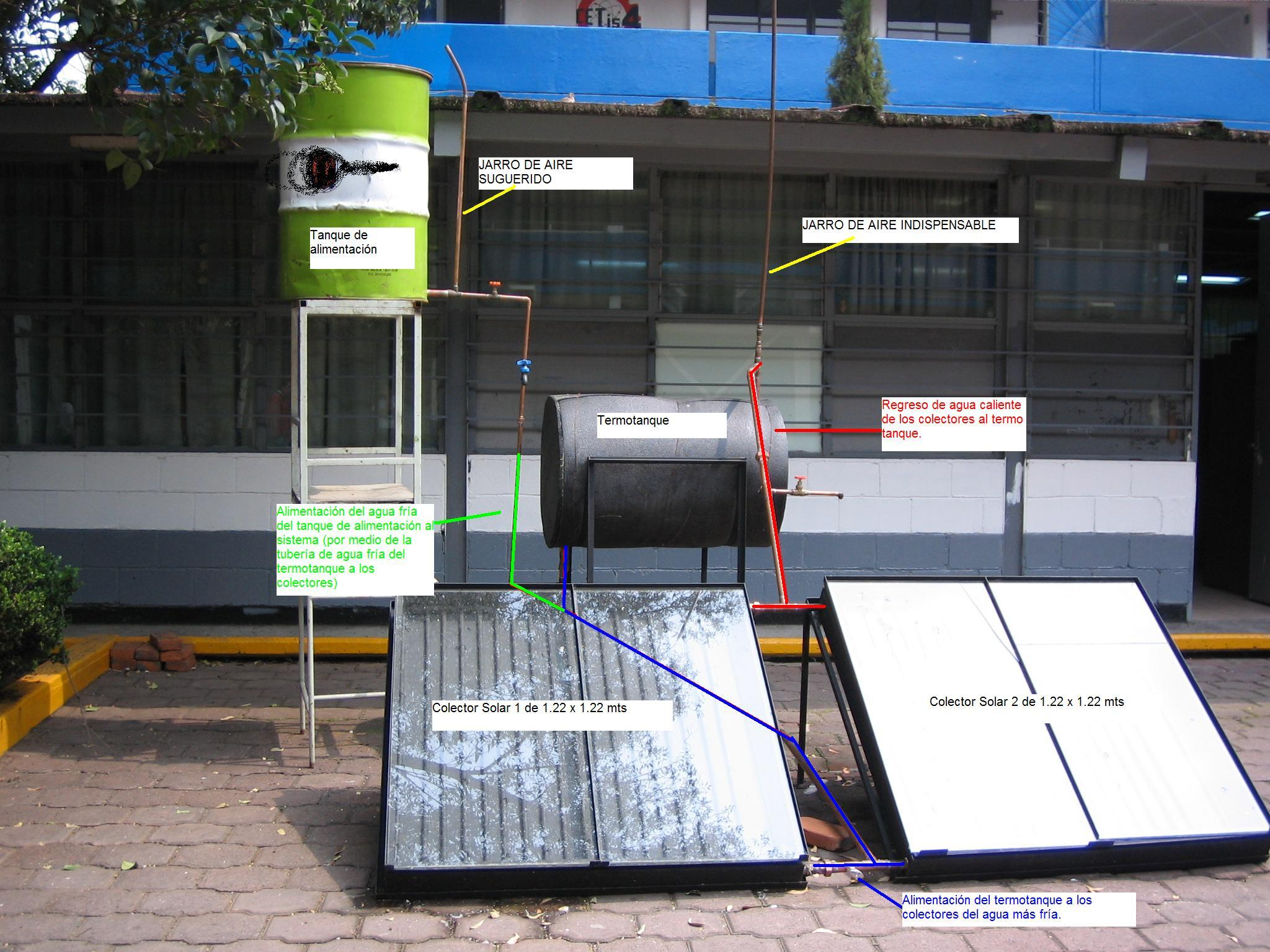
Componentes de un calentador solar con colector plano

De acuerdo con su funcionamiento los calentadores solares se clasifican en dos tipos:
- Activos: los calentadores solares activos son aquellos que utilizan algún tipo de energía externa, por ejemplo, mediante una bomba, para mover el agua dentro de su circuito.
- Pasivos: los generadores solares pasivos no requieren de energía externa para funcionar. Utilizan el principio de termosifón (convección) para mover el agua dentro del sistema.

## Componentes
Existen 3 componentes básicos en un calentador solar:

### Colector
También llamado captador solar o panel termo solar. Es el componente que se encarga de captar y transferir la energía solar al agua. 
Consiste en una placa metálica en la que va embutida o pegada una tubería o conducto, formando meandros, por donde fluye el agua. Placa y tubería están pintados de negro mate o cubiertos con pinturas selectivas como el cromo negro para evitar reflejar la luz y así lograr una mayor absorción de calor. Todo ello va en una caja aislada térmicamente, con uno de los lados grandes,el que estará  expuesto al sol, formado por un cristal.

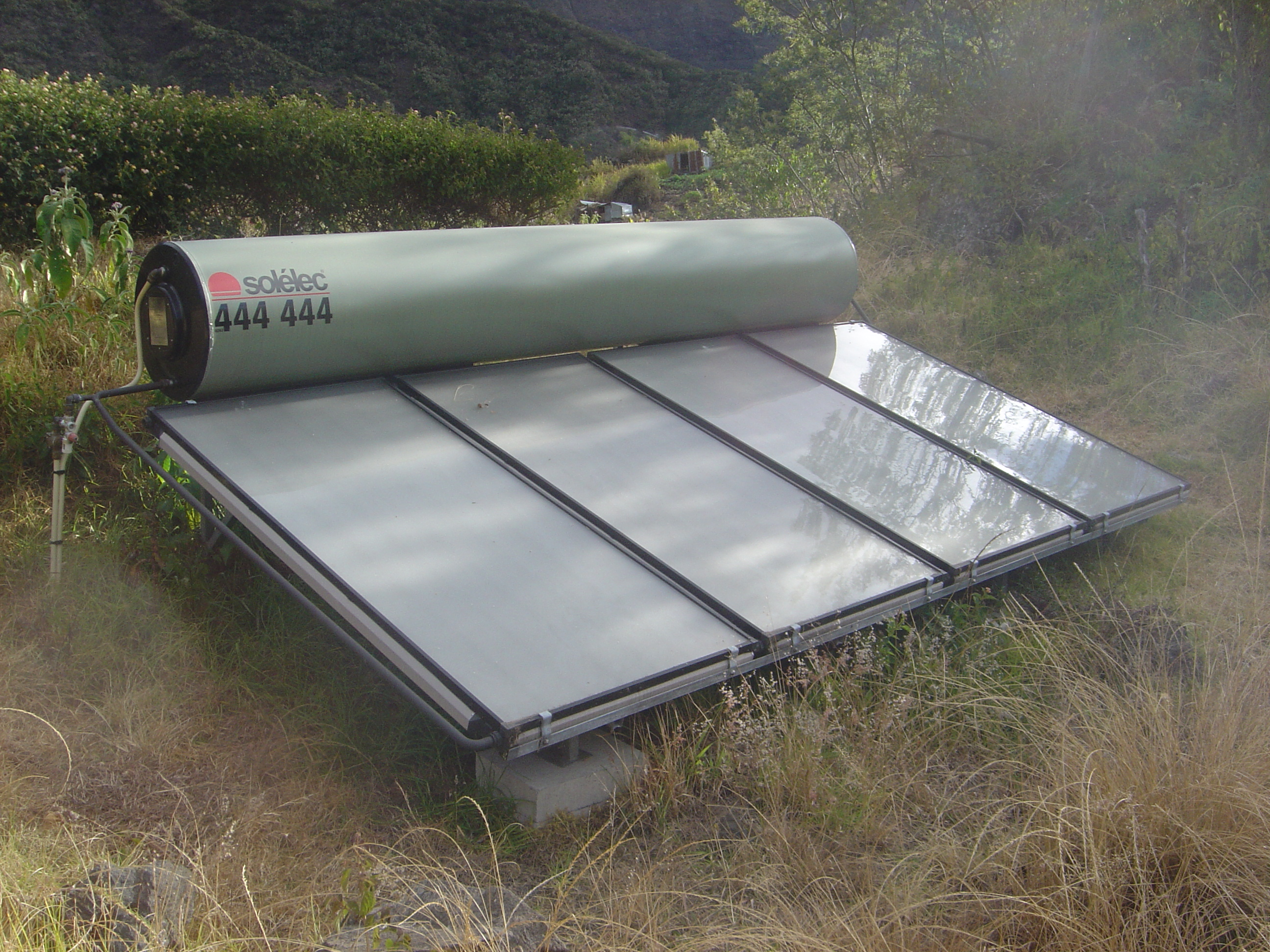
Calentador solar.

### Depósito de almacenamiento
Es el recipiente de almacenamiento del fluido. Hay dos modos de conectarse con el colectorː
- Modo directoː Se conecta con la entrada y la salida del colector. Durante el día, el agua se recircula una y otra vez entre el colector y el depósito. Después de un tiempo y dependiendo de las dimensiones de los componentes, el agua se calentará para su uso posterior.
- Modo indirectoː El colector se conecta con un circuito de tuberías con un intercambiador dentro del depósito de almacenamiento.

En ambos casos, la energía recibida en el colector se guarda en el depósito en forma de agua caliente. En el momento de requerir agua, se extrae del depósito y se rellena con agua fría. El depósito está aislado térmicamente para evitar pérdidas y mantener caliente el agua por más tiempo.
Normalmente, el depósito incorpora un calentador de apoyo, que se activará en caso de no alcanzar la temperatura deseada. Este apoyo puede ser eléctrico, más barato de instalar, pero mucho más caro de explotación, o con una energía de combustión (gasoil, gas combustible). En ciertas normativas se obliga a que esta energía de apoyo se haga en otro depósito, situado posteriormente (en el sentido de circulación del agua) al de almacenamiento anteriormente descrito. La razón es que eso propicia un ahorro de energía.
En los calentadores solares de albercas o piscinas, el contenedor es la alberca misma, y la caja aislante del colector puede no ser necesaria debido a la escasa diferencia entre la temperatura de trabajo (temperatura del agua) y la temperatura ambiente.

### Sistema
El sistema son todas las tuberías, bombas, sistemas de control, llaves de paso, y accesorios con los que cuente el calentador solar.
Conecta por medio de tuberías el colector con el depósito, así como también el calentador con las tuberías de una casa.

### Sustancia de trabajo
Si la circulación es directa, se emplea agua potable; la misma que se utilizará en regaderas, lavabos, lavadoras, albercas, etc. En este caso, el agua se hace pasar por el colector para ser almacenada en el depósito. 
Si se utiliza circulación indirecta existen dos circuitos: uno con agua para el consumo, y otro con un fluido caloportador, que usualmente es agua o una mezcla de agua y glicol. Los dos circuitos se ceden energía mediante un intercambiador de calor.
En este sistema, el agua potable no pasa por el colector, sino únicamente por el depósito, que aloja un intercambiador de calor donde se transfiere la energía captada por el fluido caloportador. Este sistema es más conveniente si el calentador se encuentra en una localidad de clima frío, ya que el fluido caloportador que circula por el colector tiene propiedades anticongelantes, previniendo la ruptura de las tuberías por congelamiento.

### Resultados positivos
A lo largo de la década éstas tecnologías han promovido el cuidado del ambiente al poner en uso las energías renovables.

## Tipos de circulación

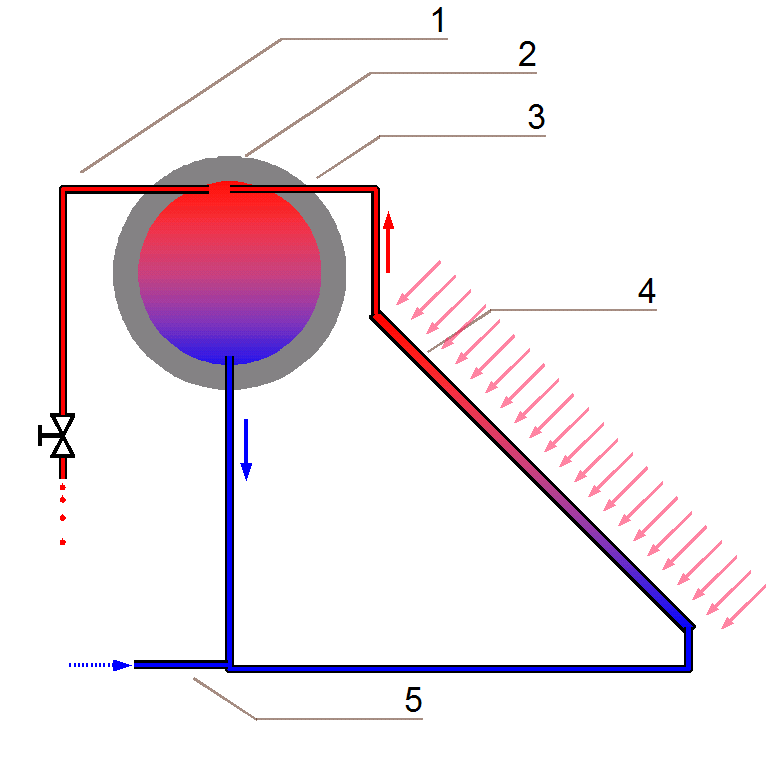
Esquema de funcionamiento de calentador solar pasivo, por termosifón.

- Circulación directa: el agua que se calentó en el colector se utiliza directamente por el usuario.
- Circulación Indirecta: una sustancia de trabajo se calienta y se envía a un intercambiador de calor. Este utiliza el mismo principio que un radiador. De esta manera se separa el fluido del sistema con el fluido a utilizar.

Esta opción,como se ha dicho, es conveniente cuando el sistema de calentamiento se ubica en zonas propensas a congelación, donde el agua podría quebrar las tuberías al congelarse; normalmente se hace circular agua con un anticongelante.

## Ubicación
Los colectores están instalados en lugares despejados, orientados de tal manera que su superficie esté lo más perpendicular posible a los rayos del sol. Si se encuentra en el hemisferio norte, el colector deberá estar orientado hacia el sur, con un ángulo proporcional a la latitud del lugar. Debido a que la inclinación terrestre modifica el ángulo de la incidencia de los rayos del sol a lo largo del año, es conveniente ajustar la inclinación del colector. Se recomienda tener un margen de +15° y -15° con respecto al ángulo de los rayos del sol en el equinoccio. 
(Véase radiación solar).

## Ventajas
- Coste de explotación muy reducido en comparación con calentadores que utilizan gas.
- Facilidad de mantenimiento.
- Ecológicos, no emiten ningún contaminante a la atmósfera
- Requieren de un 'mínimo' espacio para su instalación

## Desventajas
- Dependiendo el volumen y el momento en que se usa el agua caliente, ésta puede tener o no la temperatura deseada.
- Depende de las condiciones climáticas
- Restricción en hora de utilización del agua caliente.
- Mantenimiento necesario.